# 궐수도
궐수도(일본어: 蕨手刀 わらびてとう[*])는 일본 도검의 일종이다.
궐수도는 고훈 시대 말기인 6세기에서 8세기에 걸쳐 동북 지방을 중심으로 제작되었다. 7세기 후반 무렵 동북 지방의 고분 부장품으로 많이 발견되었으며, 칼자루 끝부분인 병두를 고사리 새싹처럼 소용돌이치게 만든 것이 디자인적 특징이다. "궐(蕨)"이란 고사리라는 뜻으로, 이 장식이 궐수도라는 명칭의 유래이다.
일본 전국에서 200점 이상이 발굴되었으며 대부분 고분과 유적에서 출토되었다. 발견 장소의 분포는 홋카이도와 동북 지방이 많은데 특히 이와테현에서 70점 이상 출토되어 매우 많다. 고신에쓰 지방에도 사례가 있고 시코쿠와 규슈에도 약간 존재한다.
초기 형상은 자루와 도신이 직선인 직도형이 많았는데, 동북 지방에서 날이 위로 삐치도록 변형이 발생하게 된다. 기마전이 활발해지면서 궐수도는 완전히 곡도의 형태가 된다. 궐수도는 수발형궐수도 및 수발형태도로 발전하였으며, 수발형태도는 태도의 원형이다. 즉 궐수도는 외날 곡도라는 일본도의 기본 개념을 확립시킨 기원이라고 할 수 있다.